# Cannolo siciliano

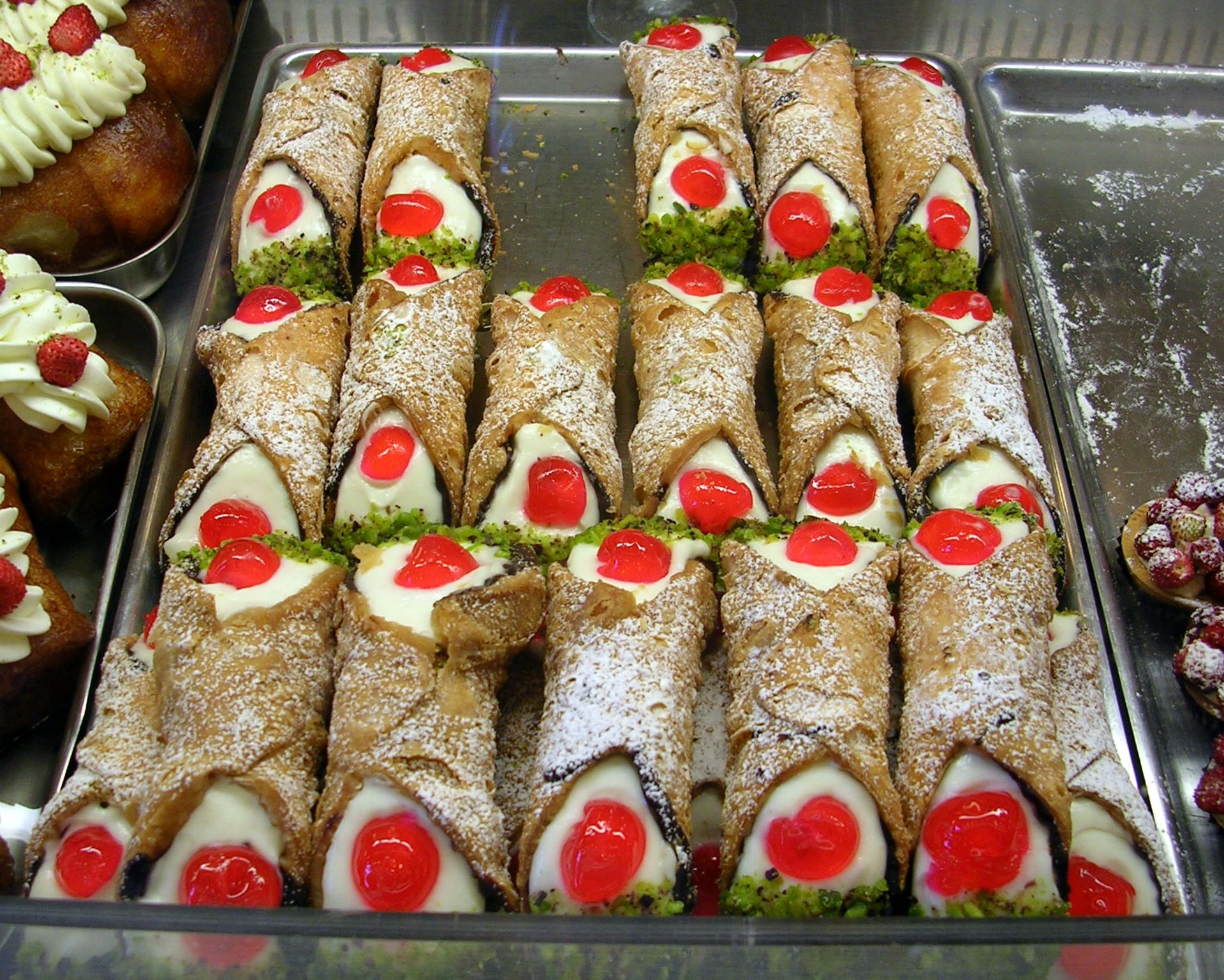
Cannoli siciliani con granella di pistacchi e ciliegia candita

Il cannolo siciliano è una delle specialità più conosciute della pasticceria siciliana. 
Come tale è stata ufficialmente riconosciuta e inserita nella lista dei prodotti agroalimentari tradizionali italiani (PAT) del Ministero delle politiche agricole alimentari e forestali (MiPAAF).
In origine venivano preparati in occasione del carnevale; col passare del tempo la preparazione ha perso il suo carattere di occasionalità e ha conosciuto una notevolissima diffusione sul territorio nazionale, divenendo in breve un rinomato esempio dell'arte pasticcera italiana nel mondo.

## Storia
(Giuseppe Pitrè, Usi e costumi, credenze e pregiudizi del popolo siciliano, Ed. L. Pedone-Lauriel, Palermo, 1889)
Alcuni esperti di gastronomia collocano le origini del cannolo tra l'827 e il 1091, a Caltanissetta, ad opera delle concubine dei principi che cercavano di attirare la loro attenzione.. 
Il riferimento del nome è legato alle canne di fiume su cui veniva arrotolata nel XVII secolo la cialda durante la sua preparazione; secondo un'ipotesi il dolce fu inventato in tempi remoti per festeggiare il carnevale. Secondo altre ha origini romane o saracene. La prima descrizione risale alla prima metà del XX secolo all'interno del libro Siciliani a tavola, nel quale il duca Alberto Denti di Pirajno scrive: "Tubus farinarius dulcissimo edulio ex lacte fartus". Secondo Pirajno la definizione è attribuibile a Cicerone (questore di Lilybeo, l'odierna Marsala, fra il 76 e il 75 a.C.). Nel Dizionario di Michele del Bono: Dizionario Siciliano-Italiano-Latino, Palermo 1751, si legge testualmente: «Cannola: capelli arricciati. ricci. cincinni [per pasta dilicatissima lavorata a foggia di cannello, pieni di bianco mangiare. Tubus farinarius dulcissimo edulio ex lacte fartus]», si nota chiaramente come il lemma in siciliano corrisponde alla definizione in lingua italiana e quindi in lingua latina.
Inoltre Pino Correnti, nel suo Libro d'oro della cucina e dei vini della Sicilia riportando la frase latina sopracitata dal De Bono, suggerirebbe solamente il fatto che la definizione è stata diffusa per secoli in una descrizione del cannolo in lingua latina. Egli sostiene, inoltre, che il cannolo sarebbe stato inventato dalle abili mani delle suore di clausura di un convento nei pressi di Caltanissetta, partendo da un'antica ricetta romana poi elaborata dagli Arabi. Secondo una diffusa tradizione esso deve il proprio nome a uno scherzo carnevalesco che consisteva nel far fuoriuscire dal cannolo la crema di ricotta al posto dell'acqua, cannolo è un termine dialettale che indica una sorta di rubinetto. Il dolce nato a Caltanissetta, deve comunque gran parte della sua notorietà e diffusione planetaria ai pasticceri siciliani, che hanno contribuito a stabilizzarne la ricetta, pur con piccole varianti locali così come la conosciamo oggi.

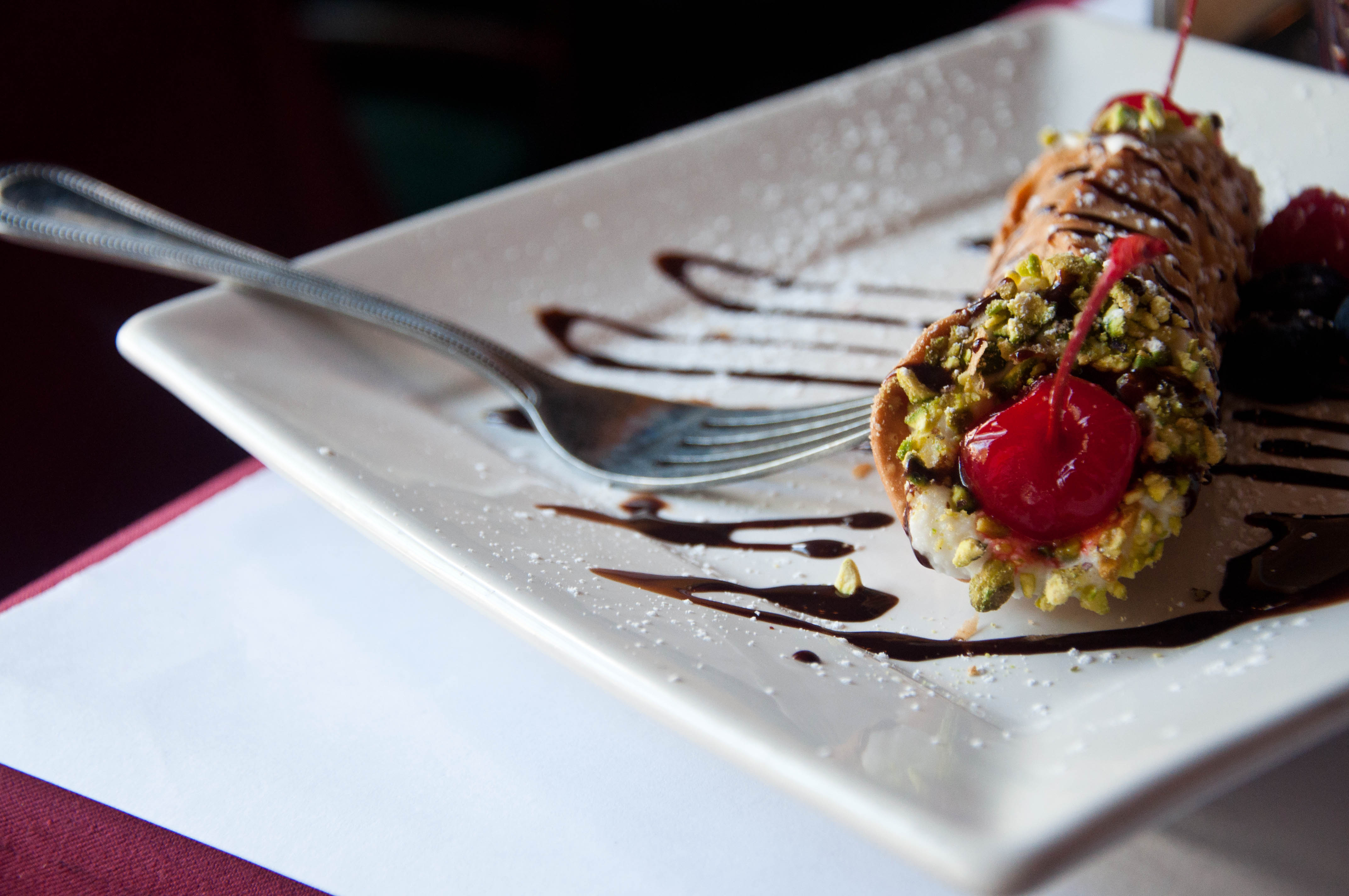
Cannolo siciliano con ciliegia e pistacchio

### Origini saracene
Una leggenda narra che furono per prime le donne dell'harem del Castello delle donne del signore dell'allora Qalʿat an-nisāʾ (Caltanissetta) le inventrici della ricetta. In questo luogo, secondo la tradizione tramandata fino a noi, gli emiri saraceni avrebbero tenuto i propri harem e qui le concubine lo avrebbero creato, forse come omaggio vagamente fallico ai propri uomini. Queste donne pare si fossero ispirate a un dolce di origine romana di cui avrebbe parlato Cicerone.
Le donne di questo harem, durante le lunghe assenze dei propri consorti, per ingannare l'attesa, si dedicavano alla preparazione di cibi e dolci elaborati; queste, sempre secondo la tradizione tramandata, avrebbero dunque modificato un dolce arabo già esistente, fatto di ricotta, mandorle e miele, rielaborandolo con la ricetta romana citata da Cicerone e dando così vita a una specialità che sarebbe poi divenuta universalmente nota. Successivamente con la fine del dominio arabo in Sicilia gli harem scomparvero e non è da escludere che qualcuna delle favorite, convertita alla fede cristiana, si sia ritirata nei monasteri, portando con sé le ricette che avevano elaborato per le corti degli emiri. Quindi secondo la tradizione fu proprio quella del cannolo siciliano una delle ricette tramandate dalle donne musulmane alle consorelle cristiane, che lo iniziarono a produrre inizialmente durante il periodo carnevalesco, per poi diventare di uso e produzione durante tutto l'anno.

### Record del mondo

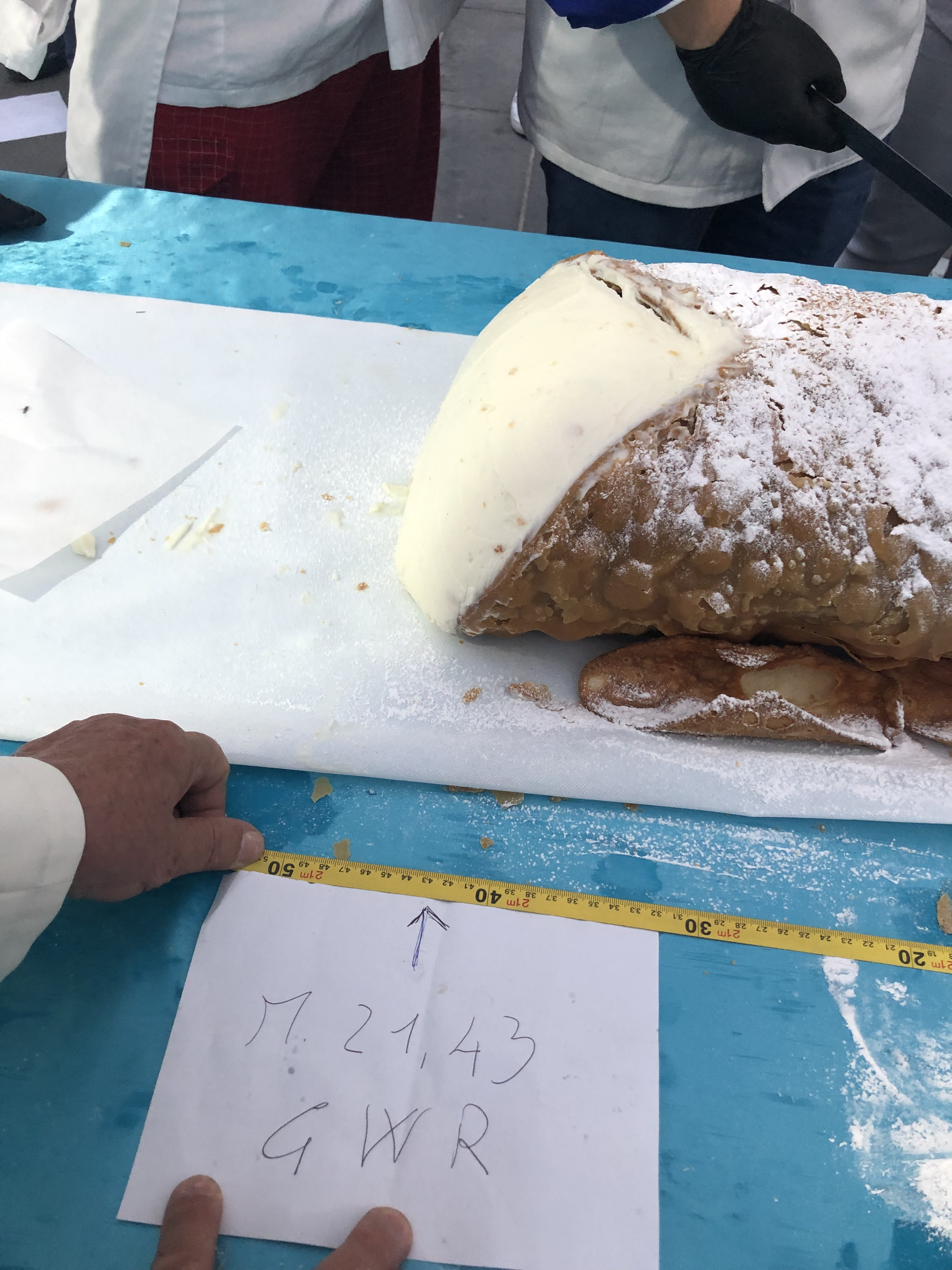
Particolare del cannolo più lungo al mondo: la misura ufficiale rilevata

In data 11 settembre del 2022 a Caltanissetta viene creato un cannolo lungo 21 metri e 43 cm, il record per la sua realizzazione ha richiesto sette quintali di ricotta di pecora e zucchero, insieme al lavoro di decine di pasticcieri siciliani.
Il 22 gennaio 2024 questo record viene convalidato dal Guinness World Records con sede a Londra.

## Preparazione
Si compone di una scorza di pasta fritta (lunga da 15 a 20 cm con un diametro di 4–5 cm) e un ripieno a base di ricotta di pecora. Per la scorza, si formano piccoli dischi di pasta fatta di farina di grano tenero, Marsala, zucchero e strutto che vengono arrotolati su piccoli tubi di metallo e poi fritti, tradizionalmente nello strutto, oggi anche in grassi meno costosi. Secondo ricercatori la farina in origine usata era la farina di grano tenero per dolci maiorca ampiamente diffusa in Sicilia fino agli anni 1950.
Prima delle moderne leggi in materia d'igiene, la pasta veniva arrotolata su piccoli cilindri ottenuti ritagliando normali canne di fiume, che diedero così il nome al dolce, oggi invece sono in acciaio. Il ripieno tradizionale consiste di ricotta di pecora setacciata e zuccherata. Al ripieno vengono poi aggiunti canditi e le gocce di cioccolato, e infine il dolce viene spolverato di zucchero a velo.
Nella Sicilia orientale e in particolare nel ragusano, per tradizione, è usata la ricotta iblea (vaccina, spesso di mucca modicana), dal sapore più delicato rispetto alla classica ricotta di pecora.
I cannoli, in ogni caso, vanno riempiti al momento di mangiarli; questo perché, con il passar del tempo, l'umidità della ricotta viene assorbita dalla cialda facendole perdere la sua croccantezza. Per evitare questo inconveniente, alcuni pasticcieri rivestono la superficie interna del cannolo con cioccolato fuso: in questo modo, l'involucro non si impregna rimanendo croccante per più tempo.